# Adriana Freire
Adriana Freire (Caldas da Rainha, 1959) é uma jornalista e fotógrafa portuguesa especializada em gastronomia. Fundadora dos projectos de solidariedade social Cozinha Popular da Mouraria e Muita Fruta.

## Biografia
Adriana Freire nasceu nas Caldas da Rainha em 1959, onde viveu a sua infância. Aqui frequentou o Museu José Malhoa, onde explorou diversas técnicas de expressão como a pintura, o teatro de fantoches ou o barro. Aos 12 anos mudou-se com a família para Torres Vedras.
Mais tarde frequentou a Escola Artística António Arroio, em Lisboa, onde se formou. Foi professora de Educação Visual em Alcobaça.

## Percurso
A sua carreira como fotógrafa inicia-se em 1990, quando com 30 anos regressa a Lisboa. Vai ter com Álvaro Rosendo que estava à frente da Galeria Monumental e começa trabalhar como sua assistente, em 1991 expõe na galeria.
Participa nos Encontros de Fotografia que têm início na década de 80, expondo no Centro de Estudos de Fotografia, nos quais também expõem os seus trabalhos, outros nomes da fotografia portuguesa, nomeadamente: Jorge Molder, Pepe Diniz, Daniel Blaufuks, Duarte Belo, entre outros. Na 12ª edição dos encontros, as suas fotografias integraram a exposição colectiva Álbuns de Família.
Com Álvaro Rosendo, Daniel Blaufuks e Paulo Mora fundou em Lisboa a associação cultural Maumaus em 1992, dedicada às artes contemporâneas e em particular as artes visuais.
É também durante a década de 90 que Adriana começa a trabalhar como freelancer para vários jornais e revistas. Publicou os primeiros textos e fotografias de culinária na revista Marie Claire, com o pseudónimo de Clara Castelo. Especializou-se em fotografias de gastronomia tendo-se tornado conhecida na área.
Foi colunista da revista Notícias Magazine publicada pelo jornal Diário de Noticias, para a qual escreveu vários artigos sobre gastronomia.
As suas fotos também foram publicadas em publicações como a revista Evasões, Rosa Maria e em publicações oficiais.
Enquanto fotógrafa fez parte da equipa de eventos como a Moda Lisboa e cobriu eventos como a Bienal de Veneza.
Em 1996, publicou o seu primeiro livro de fotografias intitulado Romarias e Romeiros cuja introdução foi escrita por Miguel Vale de Almeida. Colaborou com vários autores de livros de culinária e não só, nomeadamente com Helena Sacadura Cabral, Manuel de Lancastre, Paula Bobone, João Carlos Silva, Catarina Portas e Suzana Borges.
A imagem usada na capa do livro O Anjo Mudo do escritor Al Berto é da sua autoria. O livro Wordsong organizado por Pedro d'Orey, Alexandre Cortez e Nuno Grácio em homenagem ao escritor também contém fotografias tiradas por Adriana Freire que era sua amiga.

## Empreendedorismo social
Em 2012, criou a Cozinha Popular da Mouraria, um projecto de cariz social com o objectivo de fomentar a integração dos moradores da Mouraria em Lisboa, na sua grande maioria pertencentes a comunidades estrangeiras que se radicaram no bairro. O projecto contou com o apoio da Câmara Municipal de Lisboa, através do programa BIP/ZIP, que apoia acções em zonas da cidade consideradas como prioritárias.
Em 2016, fundou o projecto Muita Fruta, igualmente apoiado pelo BIP/ZIP, que visa diminuir o desperdício alimentar e promover a economia local, através do mapeamento das árvores de fruto existentes na cidade de Lisboa, para posteriormente proceder à colheita dos frutos, que são distribuídos a quem precisa e utilizados na confecção de refeições.

## Reconhecimentos e Prémios
Em 2013, foi convidada do programa televisivo português 5 Pra Meia-Noite, da RTP. Em 2015, foi membro do júri das candidaturas ao Centro de Inovação da Mouraria, a primeira incubadora de Lisboa a apoiar projectos e ideias de negócio das indústrias criativas, apontada pela Câmara Municipal de Lisboa.
Adriana Freire foi uma das nomeadas para o concurso Os Melhores do Ano de 2016, organizado pela revista Revista Wine - Essência do Vinho, na categoria Personalidade do Ano da Gastronomia, pela sua contribuição para a Cozinha Popular da Mouraria, em Lisboa. Porém, o vencedor nesta categoria foi o gastrónomo Duarte Galvão.
Em 2019 a CCEP (Coca-Cola European Partners) premiou a Cozinha Popular da Mouraria, projeto criado por Adriana Freire, na categoria de Projeto Solidariedade e Responsabilidade. Ainda nesse ano, a Cozinha Popular da Mouraria foi galardoada pela AHRESP (Associação da Hotelaria, Restauração e Similares de Portugal) com o prémio Projeto de Responsabilidade Social por criar uma cozinha comunitária para integração de todos e onde cada um pode cozinhar para fora numa cozinha certificada, cumprindo as regras da ASAE.

## Exposições
1991 - Expõe pela primeira vez na Galeria Monumental do fotografo Álvaro Rosendo
1992 - Marca presença na 12ª Edição dos Encontros de Fotografia, na exposição colectiva Albúns de Família
1994 - Expõe ao lado da fotógrafa Luísa Ferreira na exposição Figuras de Fé que integrava a programação dos Encontros de Fotografia que decorreram em Coimbra
1996 - Expõe e apresenta uma instalação na Galeria Monumental
2002 - Expõe ao lado de Manuel Costa Martins e de outros fotógrafos, na exposição Maria Viana - 25 anos de Música
2007 - Expõe no Mosteiro de Alcobaça uma série de fotografias cujo tema é a história de amor entre D.Pedro I e  Inês de Castro, a propósito da comemoração dos 650 anos da sua morte.
2017 - Participa na exposição colectiva Do Largo, com a foto ComidaConVida

## Obras Seleccionadas
Como autora integral:
- 1996 - Romarias e Romeiros, Olhapim Edições, ISBN 9729650160 [26][48][49]

Como autora das fotografias dos seguintes livros:
- 1995 - Olivais: retrato de um bairro, textos de Helena Torres e Catarina Portas, fotografia Adriana Freire, editora Liscenter,  ISBN 9729676402
- 1994 - 18º Encontros Gulbenkian de Música Contemporânea, coord. de textos e trad. Claúdia Mealha, fotografia Adriana Freire, Fundação Calouste Gulbenkian[50]
- 1996 - Romarias: um inventário dos santuários de Portugal, texto de João Vasconcelos, fotografia de Adriana Freire, Rui Amador, Olhapim Edições, ISBN 9729650144
- 1996 - Receitas de Todo o Ano, fotografia de Miguel Fonseca da Costa e Adriana Freire, Pingo Doce[51]
- 1997 - Pousada Sta. Maria do Bouro: Pousadas de Portugal, autores Margarida Ramalho, Luís Ferreira Guerreiro, fotografia Adriana Freire, ENATUR, ISBN 9729647240[52]
- 2002 - Wordsong, de Al Berto; Org: Pedro d'Orey, Alexandre Cortez e Nuno Grácio; fotografia de Adriana Freire, 101 Noites,  ISBN 9789728494148 [53][54]
- 2002 - Pintura portuguesa no século XX, textos de Bernardo Frei Pinto de Almeida, fotografia de Adriana Freire, Biblioteca Lello, Artes & Letras[55]
- 2003 - A minha cozinha, textos de Helena Sacadura Cabral, fotografia de Adriana Freire, Oficina do Livro, ISBN 9895550448[56]
- 2004 - Queridas Sopas, de Paula Bobone, co-autores Alexandre Fernandes e Adriana Freire, Represse - Edições Especializadas[57][58]
- 2004 - Dieta à minha maneira, textos de Helena Sacadura Cabral, fotografia de Adriana Freire, Oficina do Livro, ISBN 989555088X
- 2004 - Cozinheiros & cozinhados, texto de Manuel de Lancastre, fotografia Adriana Freire, ISBN 9729924902 [59]
- 2005 - A caça no prato, textos de Manuel de Lancastre, fotografia de Adriana Freire, Printer Portuguesa,  ISBN 9729924929 [60]
- 2005 - Na roça com os tachos, texto de João Carlos Silva, fotografia Adriana Freire, Oficina do Livro, ISBN 9895551517 [61]
- 2005 - Desavergonhadamente pessoal: o trabalho dos actores, texto de Suzana Borges, fotografia Adriana Freire, Oficina do Livro, ISBN 989555107X [62][63]
- 2006 - Façam o favor de ser felizes!, texto de João Carlos Silva, fotografia de Adriana Freire, Oficina do Livro, ISBN 9789895552535 [64]
- 2007 - Depósito - Anotações sobre densidade e conhecimento, textos de José Marques dos Santos e Paulo Cunha e Silva, fotografia de Adriana Freire, Editora da Universidade do Porto, ISBN 9789728025700
- 2011 - Coma comigo: fácil, bom e barato, textos de Helena Sacadura Cabral, fotografia de Adriana Freire, Clube do Autor, ISBN 9789898452658[65]

Foi directora artística do livro:
- 2006 - Líricas Come On & Anas, de Rui Reininho, editora Palavra, ISBN 9696270244 [66]